# 大月薰
大月薰（日语：／ Ōtsuki Kaoru；1888年8月6日—1970年12月21日）是孫文流亡日本期間的妻子。

## 生平
大月薰的父親大月素堂原是和中國有貿易往来的商人溫炳臣熟識，為孫文的友人。他庇護當時藏匿在日本的孫文，孫文因而與大月薰相認識。
1898年秋因全家火災，十一歲的大月薰與全家寄住在孫文橫濱山下町一百二十一番號的寓所二樓。一日大月薰在房裏不慎打碎花瓶，水順勢流到一樓孫文的房裏。為此孫文委託當時橫濱華商兼翻譯溫炳臣上樓了解原委。父親大月素堂出於歉意讓大月薰下樓親自道歉，由此大月薰與孫文兩人首次邂逅。
1902年夏，孫文的妾淺田春去世。同年，孫文通過溫炳臣向其父大月素堂提親，當時男方三十七歲，女方是橫濱高等女子學校三年生，大月素堂先以女兒年紀尚輕而拒絕，但後答應。
1902年與孫中山同居，1904年7月兩人在橫濱淺間神社結婚:213-214。
1903年夏，孫與15歲的大月薰訂立婚約，並應孫要求，轉到公立英和女子學校讀書:613。7月下旬，孫返抵橫濱:366。7月，兩人舉行婚禮，1905年8月大月熏懷上孫孩子:613。8月上旬在橫濱的淺間神社和孫文結婚，婚後和孫文住在橫濱中華街山下町121番號（兩層樓的磚造洋房），也就是他們初次相遇的地點。
1905年8月，大月熏懷上孙文的孩子:389。1906年5月12日大月薰生一女，名為富美子（日语：冨美子）。孫文在女兒出生前就因事離開日本，從此再也沒有回來見過兩母女。大月薰在多年聯繫不上孫文以及失去經濟資助的困境下，只能將五歲的富美子寄託在橫濱保士谷區做酒業生意的宮川梅吉家當養女，並迫於生計賣掉孫文送給她的訂婚戒指。
大月熏先後嫁給靜岡銀行總裁弟弟三輪秀司及栃木縣足利市東光寺住持實方元心，1929年誕下兒子實方元信:214-215。
宮川富美子1911年往橫濱宮川梅吉家當養女，1956年大月薰對女兒說：「富美的讀音就是漢字的文（日語「富美」發音與「文」字訓讀相同），取名富美子，就是表明你是孫文的女兒。」:214-215在1951年才從外祖父大月素堂口中知道生母為大月薰，生父就是孫文。其兒子宮川東一著有記述此事。至此，富美子才確信自己是孫文與大月薰的遺女，並為自己的身世之謎終於被揭開而尤感喜悅。

## 報導
较早的公开指出大月薰是孙文妻子的文献是孙文生前1913年12月于《东京朝日新闻》上刊登的鹿目省三著纪实文学《南京町》，其中写道：“那被他厌倦了的褪色的慰藉，那在公园附近，花容月貌，被称为‘妻子’的薰子，遥望着那行列，泪如泉涌，痛哭不已。”
據孫中山研究專家久保田文次在第九章介紹，于1984年8月18日在《朝日新聞》和《讀賣新聞(晚版)》上撰文介紹了孫中山日本妻子和女兒的情況，日本多家大報轉載，反響很大，但是，由於當時國民黨將孫中山神化，所以遭到國民黨批判、封鎖消息，當時只有黨外雜誌《自立晚報》、《自由時代》敢報導。此後，由於台灣政治環境逐漸寬鬆，橫濱國民黨支部出版的《國父與橫濱》也介紹大月薰的情況。
中國大陸官方也承認此事，並由日本外务省安排下邀請宮川東一來武漢訪問。
臺灣部分，官方仍對大月薰諱莫如深，孫中山兒子孫科與曾侄孫孫必勝雖曾見過宮川東一，但不承認這段血緣關係。孫中山紀念會會長、編纂《橫濱華僑誌》的华侨教授陳福坡說：「根據我們長期來對國父中山先生的研究和對老一輩橫濱華僑人士的調查考證了解，國父孫中山與大月薰之間的這段姻緣確實存在。為此，我們在編寫橫濱華僑志時，本著要還原歷史真相的精神也對此作了客觀記錄。」陳福坡表示，過去無論是台灣還是中國大陸，均刻意迴避或消隱了這些史實，現在看來實在沒有必要。歷史偉人的力量在於歷史的真實。同時國父中山畢竟也「是人，而不是神。」

## 外部連結
- 國父與兩位日本戀人
- http://www.bk1.jp/product/03006098（页面存档备份，存于）